# Omicidi mirati israeliani
Gli omicidi mirati israeliani (in ebraico, סיכול ממוקד, ossia sikul memukad, vale a dire prevenzione mirata, in arabo القتل المستهدف‎?, al-qatl al-mustahdaf, in inglese targeted killings) indicano una pratica militare unilaterale del governo israeliano, pratica sviluppatasi durante il secondo dopoguerra e che Israele ha esercitato ampiamente, più di ogni altra democrazia occidentale e, caso unico nel mondo contemporaneo, pratica avallata giuridicamente da una sentenza della Corte suprema israeliana, secondo il giornalista investigativo israeliano Ronen Bergman.

## Caratteristiche
Essa consiste in assassinii di persone eseguiti dalle forze armate israeliane (IDF) allorché tali persone siano ritenute intenzionate ad eseguire un atto specifico di violenza in un futuro assai prossimo o ritenute di avere un diretto legame con una delle varie modalità di perpetrare un atto di violenza (loro organizzazione, pianificazione, ricerca di mezzi di distruzione, e altro ancora). Tali assassinii motiverebbero la prevenzione di simili atti nel futuro.
Le forze armate israeliane affermano che esse conducono tali operazioni militari al fine di impedire attacchi imminenti, quando non vi sia altro mezzo plausibile di procedere a un arresto o a stornare queste aggressioni con altre modalità. La Corte suprema di Israele ha giudicato il 14 dicembre 2006 tale pratica militare ammissibile a certe condizioni.

## Quadro d'azione
La natura esatta delle prove richieste per questi "omicidi mirati" è secretata, dal momento che essa implica una serie di informazioni di carattere militare di grande riservatezza. Tutte le operazioni di questo tipo condotte dal Mossad debbono avere l'approvazione del primo ministro israeliano. Il diritto internazionale prevede due paradigmi normativi distinti che regolamentano gli "omicidi mirati" in situazioni di repressione e di condotta delle ostilità. Ogni "omicidio mirato" non deve colpire un obiettivo militare legittimo che resta sottomesso all'applicazione della legge che impone importanti restrizioni per una simile pratica nel quadro di un conflitto.

## Il dibattito

### Favorevoli
I partigiani di questa strategia di eliminazione fisica pensano che essa sia conforme alla legge di guerra. Essi sostengono che gli "omicidi mirati" siano una risposta commisurata al terrorismo, che pone l'accento sugli autori reali di attacchi condotti da organizzazioni paramilitari, evitando al contempo di fare vittime innocenti. Essi fanno osservare che gli "omicidi mirati" hanno impedito certi attacchi contro obiettivi israeliani, hanno fiaccato l'efficacia di simili organizzazioni e hanno prodotto un effetto dissuasivo in grado di prevenire atti di terrorismo. Affermano altresì che gli "omicidi mirati" producono minor danno nei confronti dei palestinesi non-combattenti rispetto a un'incursione militare nelle cittadine palestinesi.

### Contrari
Chi si oppone a questa pratica sostiene che questi omicidi sono contrari alle leggi di guerra, essendo esecuzioni extragiudiziali, in grado di attentare alle norme e ai valori di una società realmente democratica. D'altronde essi credono che la morte d'innocenti, quand'anche preterintenzionale, squalifica un simile tipo di operazioni, rendendole controproducenti.

## Controversie sullaratiodelle vittime civili
Le proporzioni tra vittime civili e "omicidi mirati" è stata esaminata dall'israeliano Amos Harel, specialista delle questioni militari del quotidiano israeliano Haaretz. Nel 2002 e nel 2003, le ratio era di 1:1, cioè un civile morto per ogni terrorista ucciso. Harel ha definito questo periodo «i giorni scuri», a causa delle perdite di vite civili relativamente alte in rapporto agli anni precedenti. Il giornalista ha attribuito ciò alla strategia seguita dall'Aeronautica militare israeliana (Heyl Ha'Avir) di attaccare i terroristi anche quando costoro si mimetizzano per proteggersi in zone a densità popolativa elevata, malgrado le regole d'ingaggio limitino questi attacchi in questo tipo di situazioni. Tuttavia, secondo Harel, tali regole «erano aggirate a seconda dell'importanza dell'obiettivo».. La ratio di vittime civile ha subìto un brusco e significativo calo a 1:28 a fine 2005, cosa che significa un civile morto ogni 28 terroristi. Harel spiega questo calo della ratio come risultante della strategia del comandante della Heyl Ha'Avir dell'epoca, Eliezer Shkedi. La ratio è invece cresciuta nuovamente nel 2006, passando a 1:10, un fatto che Harel attribuisce a «circostanze sfortunate». Nel 2007 e 2008, la ratio ha nuovamente raggiunto il livello precedente, migliorandolo addirittura, a meno di 1:30, ossia circa il 3% delle perdite totali nell'operazione finalizzata a un "omicidio mirato". Le cifre del trend che ha portato la ratio da 1:1 del 2002 all'1:30 del 2008 sono state citate anche dal quotidiano israeliano Jerusalem Post.
Nel luglio 2011, due ricercatori britannici, A.E. Stahl e William F. Owen, pubblicato uno studio sugli "omicidi mirati", in cui si mette in guardia sulle possibili manipolazioni delle cifre a fini politici.
L'ONG israeliana filo-palestinese B'Tselem afferma che più di 339 palestinesi sono stati assassinati in tali operazioni condotte da Israele tra il 2000 (inizio della Seconda Intifada) e il dicembre 2006, data dell'ordinanza della Corte suprema di Israele.. Tra i fatti più noti si possono ricordare l'assassinio di Salah Shahada (2002) o di Ahmad Yasin, il paraplegico fondatore di Hamas. Ciò ha provocato una lettera di protesta dei piloti dell'Aeronautica militare israeliana, pubblicata nel 2003, che hanno parlato della legalità di simili "omicidi mirati"..

## Cause legali
Numerosi casi di "omicidi mirati" hanno dato luogo a cause giudiziarie, specialmente a quella riguardante il terrorista di Ḥamās Ṣalāḥ al-Dīn Shaḥāda, ucciso con una bomba da 1 tonnellata sganciata da un caccia il 22 luglio del 2002, che provocò la morte di 15 vittime civili innocenti e la distruzione di alcuni edifici contigui a quello dell'obiettivo prefissato.

### Decisione della Corte suprema israeliana del 2005
Nel 2005, la Corte suprema di Israele fissò il quadro normativo della politica degli "omicidi mirati", con la sentenza Public Committee Against Torture in Israel v. Government of Israel.
Reiterando il giudizio proclamato dal presidente della Corte suprema Aharon Barak riguardante la tortura, che aveva contrapposto il Comitato pubblico contro la tortura in Israele allo Stato d'Israele, la Corte affermò preliminarmente che «una democrazia deve battersi con una mano legata dietro la schiena», rispettando il diritto, ivi compreso quello internazionale, nel quadro del conflitto israelo-palestinese. Considerando che le persone responsabili di attentati terroristici sono civili che, per il loro atti ostili, abbandonano i loro diritti alla protezione dovuta ai civili in tempo di guerra, ma che non possono essere assimilati a quanti godono dei diritti riservati ai combattenti regolari, la Corte concluse che la pratica degli «omicidi mirati» deve essere valutata, sul piano giuridico, caso per caso: non è possibile dichiararla aprioristicamente e in maniera generalizzata legittima, né considerarla in maniera parimenti generalizzata ed ex ante come illegittima.
Aharon Barak fece tuttavia una chiara allusione, in occasione di questa decisione della Corte, al "caso Shaḥāda", sospeso nel marzo del 2004 a causa dell'esame della politica degli "omicidi mirati", affermando che si fosse potuto prevedere che un alto numero di civili sarebbe stato ucciso nell'operazione, ciò sarebbe stato illegale.

### La decisione del 2006 della Corte suprema
Nel dicembre 2006, la Corte suprema israeliana reiterò l'affermazione centrale della sua decisione del 2005. Autorizzò infatti nuovamente gli "omicidi mirati" a certe condizioni. Osservando che non tutto rispondeva alle regole dettate dal diritto internazionale e dal diritto bellico, essa aprì tuttavia la strada alla possibilità del loro impiego, affermando che occorreva giudicare la loro liceità sulla base dei casi individuali. La Corte ribadì la necessità di evitare, nella misura del possibile, di fare vittime civili e innocenti o di realizzare "danni collaterali". Il giudice Aharon Barak ha così evocato, a contrario e implicitamente, il "caso Salah Shahada" per il quale era stata investita la Corte, come esempio d'un caso in cui tale azione "mirata" non sarebbe stata legittima..
Una simile restrizione impone un obbligo di precisione delle informazioni ricevute prima dell'omicidio da perpetrare, e in particolare ciò che riguarda l'identità dell'obiettivo. Inoltre la Corte suprema ammette la possibilità di intentare azioni legali miranti a ottenere indennizzi e risarcimenti da parte delle famiglie delle vittime "collaterali".